# عبد الرحمن شهاب
عبد الرحمن شهاب (12 تموز 1968–12 أكتوبر 2023) هو كاتب ومحلل سياسي فلسطيني، ولد وعاش في قطاع غزة. تخصص بالشأن الصهيوني ومؤسس مركز أطلس للبحوث والدراسات عام 2012.
اُغتيل مع زوجته وأبنائه الثلاثة ووالدته و38 آخرين من أبناء عائلته في 12 أكتوبر 2023 خلال ضربةٍ جويةٍ نفذها سلاح جو الاحتلال الإسرائيلي على منزله الكائن في جباليا شمال مدينة غزة، وذلك خلال الرد الإسرائيلي على عملية طوفان الأقصى.

## سيرته
وُلد عبد الرحمن ربيع شهاب في جباليا شمال قطاع غزة، درس المرحلة الأساسية في مدرسة جباليا البلد للبنين، وحصل على الثانوية العامة في الفرع العلمي داخل سجون الإحتلال عام 1997، ونال درجة البكالوريوس في العلوم السياسية من جامعة تل أبيب المفتوحة عام 2006، ودرجة الماجستير في العلوم السياسية من ذات الجامعة عام 2007. عمل مديراً لمركز أطلس للبحوث والدراسات منذ عام 2012.
انتمى إلى حركة الجهاد الإسلامي عام 1986، وكان من كوادرها في الإنتفاضة الأولى، وكان أميراً عاماً للحركة في سجون الإحتلال لأكثر من دورة تنظيمية. ويعتقد أن الفلسطينيين حاولوا استغلال إتفاق أوسلو من أجل تثبيت النظام السياسي الفلسطيني والحفاظ على القضية الفلسطينية من الإندثار.
اعتقل في 16من ديسمبر 1988 وحُكم عليه بخمسة وثلاثين عاما، وأفرج عنه في صفقة وفاء الأحرار عام 2011. كما قامت قوات الإحتلال بـإغلاق منزل عائلته وعرقلت إكمال تعليمه في سجونها لأكثر من مرة من خلال تكرار تنقله بين السجون، ومنع وصول بعض الكتب له رغم أنَّها كتب جامعية مقررة من جامعة إسرائيلية.

## أبحاثه
نشر شهاب عددا من الأبحاث والدراسات والتقارير منها:
- رؤية الدكتور فتحي الشقاقي في إدارة الدولة الحديثة (2013).
- والعلاقات التركية الإسرائيلية في العقل الإسرائيلي، وعسكرة القرار القومي الإسرائيلي (2015).
- وعاشوراء بين التقويم العبري والإسلامي (2016).

ونشر أيضا عددا من المقالات وترجم مركزه عددا من الكتب والدراسات المنشورة بالعبرية منها:
- الجرف الصاعد تداعيات وعبر (2015).
- والحروب الموجهة إعلاميا (2018).
- والسهم المرتد (2020).

## رؤيته السياسية
يعتقد شهاب أن إمكانيات تجاوز الإنقسام بين حركتي حماس وفتح معدومة، في حين أن العلاقة بين حركتي حماس والجهاد الإسلامي مستقرة وقائمة على التفاهم، وكذلك العلاقات بين التيارات الإسلامية والعلمانية جيدة بشكل كبير، ويرى أن من حق الفلسطينيين استخدام جميع أساليب المقاومة، لكنَّ المقاومة المسلحة ثمنها غال لذلك يجب المزاوجة بين المقاومة المسلحة والمقاومة السياسية والإعلامية.
ويؤمن بأن القضية الفلسطينية مرتبطة بمستقبل العالم الإسلامي وبوحدة الأمة الإسلامية، خاصةً أن كيان الإحتلال هدفه الأساسي تقسيم العرب والمسلمين، وسوف يتحقق الإنتصار عندما يعود الصراع إلى صراع عربي إسلامي ضد الكيان الصهيوني. ويرى بأن موافقة الإحتلال على حل الدولتين مؤقت وهو يسعى لضم المزيد من الأراضي وتهويدها لتحقيق إسرائيل الكبرى، وأصبح من الصعوبة تحقيق هدف إقامة دولة فلسطينية على حدود الرابع من حزيران، أمَّا حل الدولة الواحدة فلا يطرحه إلا اليائسون من فكرة حل الدولتين.